# I figli del deserto
I figli del deserto è un film del 1933 diretto da William A. Seiter, e interpretato da Stan Laurel e Oliver Hardy.

## Trama

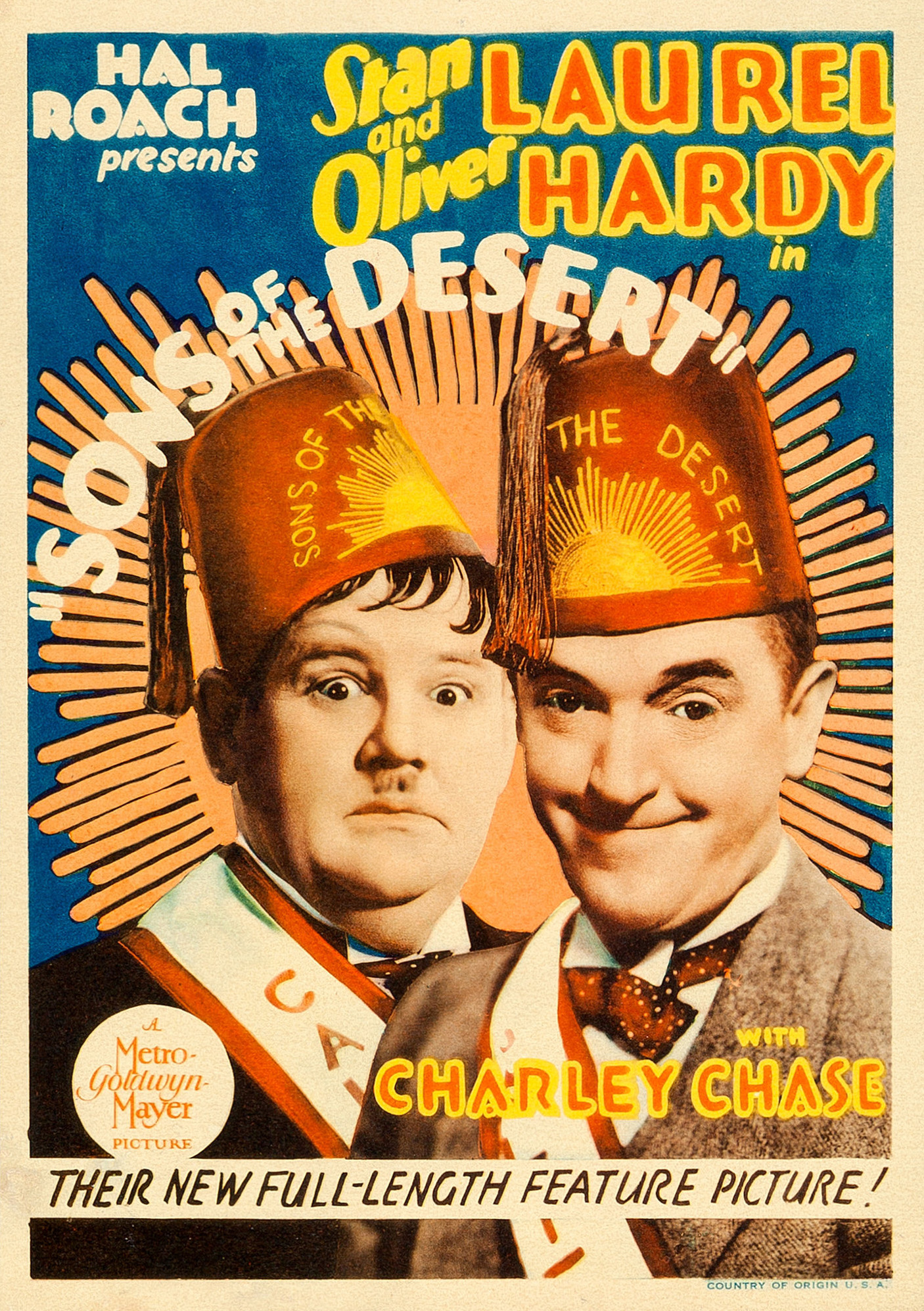
Poster del film

La sezione di Los Angeles California 13, dell'associazione massonica dei Figli del deserto, di cui i due protagonisti del film sono membri, sta attraversando un periodo di crisi e bisogna rinvigorirla con la partecipazione di tutti i suoi associati al congresso nazionale di Chicago: tutti devono giurare che vi parteciperanno. Stanlio e Ollio giungono in ritardo nella sede dell'associazione, a seduta già iniziata, seminando il caos tra i delegati assiepati in platea, che tentano in qualche modo di fare loro spazio per consentirgli di raggiungere i loro posti in seconda fila. Al momento di giurare Stanlio si mostra riluttante, poiché ha paura di non ottenere il consenso da sua moglie, ma Ollio lo costringe a giurare ugualmente.
Tornando a casa, Ollio rimprovera Stanlio di non essere capace d'imporsi sulla propria moglie, affermando che le mogli vadano tenute all'oscuro di tutto. Giunti a casa, i due confondono più volte la porta di ingresso della loro dimora, chiudendosi reciprocamente fuori. Alla fine Ollio decide di far aspettare in casa sua Stanlio fino al ritorno di sua moglie, uscita per andare a caccia. Stanlio, seduto in poltrona a leggere il giornale, inganna il tempo mangiando di nascosto delle mele prese da un soprammobile posto sul tavolo accanto, senza tuttavia accorgersi che siano in realtà riproduzioni di cera dei frutti. Poco dopo la moglie di Ollio, venuta a conoscenza della faccenda del Congresso a causa dell'incapacità di Stanlio di mantenere il segreto, ingiunge al marito di andare invece in vacanza in montagna con lei. Ollio, che vuol conservare la sua dignità di fronte a Stanlio, dopo aver subìto la sfuriata della donna, promette a Stanlio che partiranno lo stesso per il congresso, ma viene colpito a ripetizione dalla moglie, che gli infrange una buona quantità di stoviglie in testa. 

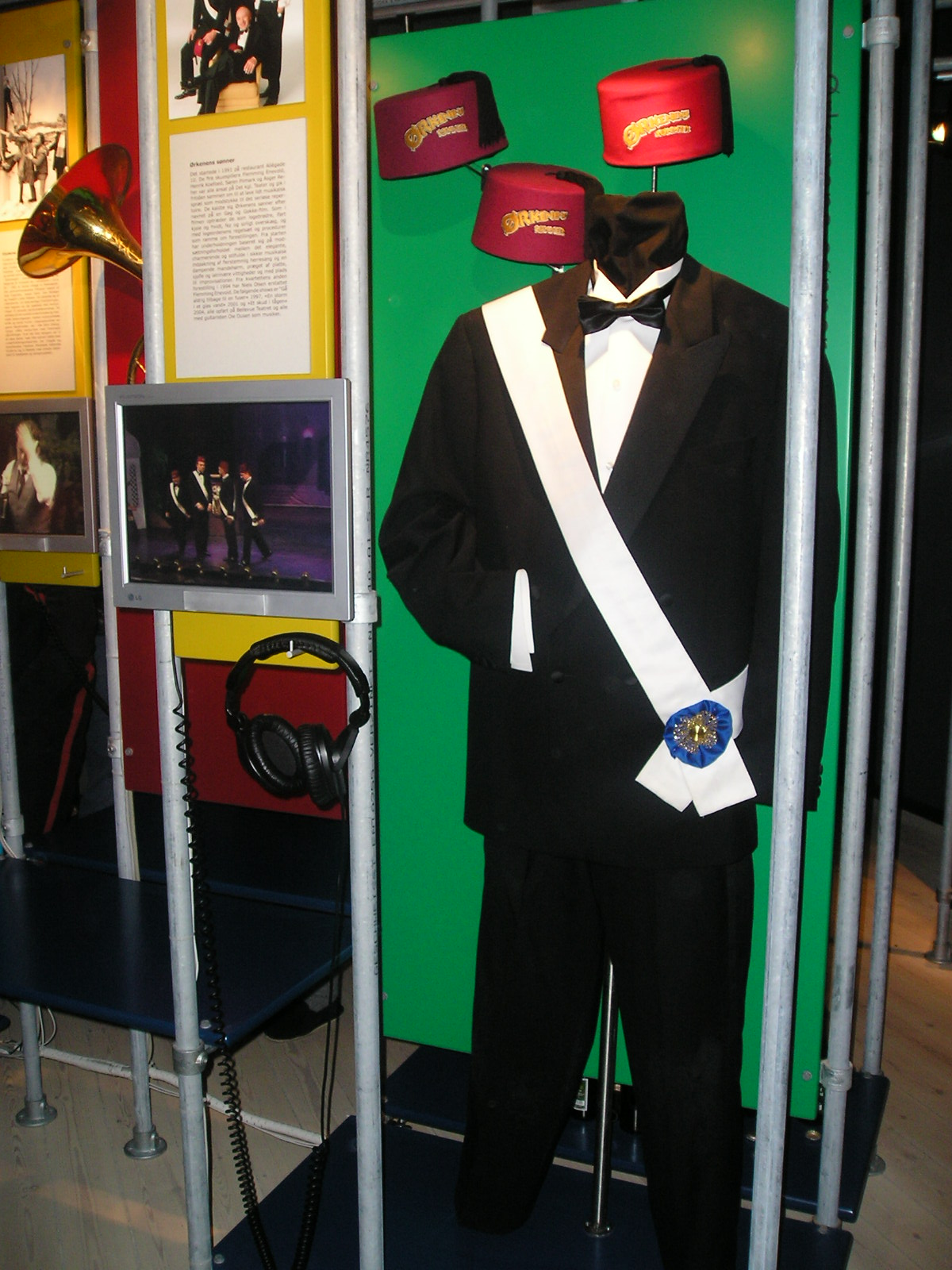
La divisa dei Figli del deserto

Ollio escogita allora un piano, con la complicità di Stanlio. Si finge improvvisamente malato e bisognoso di distrazioni, mentre l'amico dovrà corrompere un dottore, che gli consiglierà di respirare aria di mare andando sulle spiagge di Honolulu, complice il fatto che la moglie di Ollio non sopporta le onde del mare. Stanlio, in attesa del dottore, si prodiga nell'assistere l'amico con il prevedibile risultato di farlo star male davvero. In realtà Stanlio non ha ingaggiato un medico, ma un veterinario che, per adeguarsi alla sua parte, farà per prima cosa ingoiare a Ollio una grossa pillola da cavallo. Il piano comunque riesce e la moglie di Ollio acconsente a far partire il marito per Honolulu, assistito dall'amico. Così i due compagni riescono ad andare a gozzovigliare alla riunione dei Figli del deserto a Chicago, all'insaputa delle mogli. Qui incontrano anche Charlie, il cognato di Ollio, rischiando di farsi scoprire quando questi telefona alla sorella.
Tornati a Los Angeles, per sostenere la finzione, improvvisano sull'uscio di casa un balletto con tanto di ananas e ukulele, sulle note di Honolulu baby. Ma in casa non c'è nessuno e una volta entrati, i due scoprono casualmente da un giornale la notizia del naufragio della nave passeggeri da Honolulu per l'America, con la precisazione che i superstiti sarebbero sbarcati a Los Angeles solo l'indomani. Constatato il rischio di essere scoperti, i due tentano di uscire di casa per passare la notte in albergo, ma, proprio mentre stanno per varcare la soglia della porta, intravvedono le rispettive mogli arrivare da lontano e si nascondono nella soffitta di casa. Le mogli avevano appreso a loro volta la notizia e, nel tentativo di distrarsi, si recano al cinema, in attesa di sapere se i loro mariti fossero sopravvissuti. Nell'intervallo del film assistono così a un cinegiornale, dove si proietta la parata a Chicago dei partecipanti al congresso dei Figli del deserto. In primo piano vengono mostrati anche Stanlio e Ollio, felici e pimpanti. Quindi, non hanno fatto naufragio. Le mogli sbigottite scoprono dunque la verità e inviperite, decidono di tornare a casa per punirli della bugia.
Nel frattempo, mentre fuori infuria un temporale, Stanlio e Ollio si ingegnano a passare la notte in soffitta, allestendo un letto dove, a detta di Stanlio, staranno comodi «come due piselli in un guscio». Ollio corregge l'errato "guscio" con "baccello", quasi disgustato dell'ignoranza dell'amico, scandendo le sillabe della parola e accompagnandosi con il gesto della mano. Ma il letto appeso al soffitto crolla colpito da un fulmine e le mogli, temendo un'intrusione da parte di ladri, chiamano la polizia. Mentre i due si calano lungo le condutture dell'acqua piovana, nel tentativo di raggiungere un albergo per passare la notte, vengono scoperti da un poliziotto e consegnati alle mogli.
Tentando di giustificarsi, raccontano un sacco di bugie, inventando storie assurde di un salvataggio in mare. Ollio si tiene fermo sulla sua versione ma Stanlio non resiste all'invito di sua moglie a dire la verità e, pur disperandosi per le peggiori conseguenze che dovrà subire, confessa. È la fine per Ollio: subisce l'ira della moglie che lo colpisce con tutte le stoviglie di casa, mentre Stanlio viene premiato per la sua sincerità dalla consorte, ricevendo da lei coccole e premure. Anche lui però, non evita di venir colpito da una pentola in testa lanciata da Ollio, dopo avergli detto che "la sincerità è la miglior virtù".

## Produzione
Una parte del soggetto fu ripresa dalla comica muta di Laurel & Hardy Noi sbagliamo (1928), specialmente per la scena finale. 
Parte delle scene vennero realizzate presso gli Hal Roach Studios di Culver City. Altre scene invece, quelle inerenti alle case dei protagonisti, vennero girate presso il 3676 di Clarington Street, poco distante gli studi; lo stesso edificio di Clarington Street venne in seguito abbattuto e poi ricostruito.

## Distribuzione

### Edizione italiana
Il primo doppiaggio italiano del film fu eseguito negli stabilimenti della MGM di Roma e diretto da Augusto Galli. Nel 1946 il film fu redistribuito nei cinema con un nuovo doppiaggio eseguito presso la Fono Roma con la collaborazione della C.D.C. Non essendo stata registrata una colonna internazionale, in entrambi i casi fu sostituita la musica presente durante i dialoghi, e nella prima edizione furono anche sostituite le canzoni con brani in italiano.

## Accoglienza
È il film a tema “familiare” più conosciuto della coppia e forse quello più rappresentativo della loro cosiddetta “misoginia”: l'imperscrutabile mondo femminile è visto come ostacolo da aggirare in quanto limitativo della loro poetica e infantile anarchia.

## Riconoscimenti
Nel 2000 l'American Film Institute ha inserito il film al 96º posto della classifica delle cento migliori commedie americane di tutti i tempi. Nel 2005 ha inserito la battuta «Vedi che altro pasticcio sciocco mi hai combinato?» («Well, here's another nice mess you've gotten me into!» in lingua originale) al 60º posto della classifica delle cento migliori citazioni.
Nel 2012 è stato scelto per essere conservato nel National Film Registry della Biblioteca del Congresso degli Stati Uniti d'America.

## L'organizzazioneSons of the Desert
Il titolo originale di questo film è anche il nome dell'associazione internazionale Sons of the Desert (Figli del deserto) fondata nel 1965 dal biografo ufficiale della coppia, John McCabe. L'organizzazione nata con il benestare di Stan Laurel che ne suggerì anche il motto (Two minds without a single thought, due menti senza un minimo pensiero:  il che vuol dire spensierati, senza pensieri o preoccupazioni ma anche così stupidi che in due menti non era possibile ritrovare neppure un solo pensiero), raccoglie gli appassionati del duo comico sparsi nel mondo, e ne conserva e promuove la memoria della vita e dell'opera.